# Malé osturnianske jazerá
Malé osturnianske jazerá este o arie protejată (arie specială de conservare — SAC, sit de importanță comunitară — SCI) din Slovacia întinsă pe o suprafață de 6,47 ha, integral pe uscat.

## Localizare
Centrul sitului Malé osturnianske jazerá este situat la coordonatele 49°20′23″N 20°12′17″E / 49.339722°N 20.204722°E.

## Înființare
Situl Malé osturnianske jazerá a fost declarat sit de importanță comunitară în aprilie 2004 pentru a proteja 2 specii de animale. Situl a fost protejat și ca arie specială de conservare în martie 2004.

## Biodiversitate
Situată în ecoregiunea alpină, aria protejată conține 1 habitat natural: Mlaștini turboase de tranziție și turbării mișcătoare.
La baza desemnării sitului se află mai multe specii protejate de  amfibieni (2): izvoraș-cu-burta-galbenă (Bombina variegata), Triturus montandoni.
Pe lângă speciile protejate, pe teritoriul sitului au mai fost identificate 5 specii de plante, 1 specie de amfibieni, 7 specii de mamifere.